# Hamouda El-Bashir
Hamouda Ahmed El-Bashir (3 gennaio 1984) è un calciatore sudanese, di ruolo attaccante.

## Carriera

### Club
Ha sempre giocato in Sudan.

### Nazionale
Ha esordito con la maglia della Nazionale nel 2003.